# Telekom Dome
Der Telekom Dome ist eine Mehrzweckhalle im Bonner Ortsteil Duisdorf (Stadtbezirk Hardtberg). Sie liegt am Basketsring 1, zwischen dem Konrad-Adenauer-Damm, der Bundesautobahn 565, der Straße „Auf dem Kirchbüchel“ und der Julius-Leber-Straße.
Das Hallengelände hat eine Gesamtfläche von 22.700 m², auf der sich eine Veranstaltungshalle für 6.000 Zuschauer, eine dreiteilbare Trainingshalle (Ausbildungszentrum), mehrere Tagungsräume und ein Fitnessstudio, die Baskets-Sportfabrik, befinden. Es dient dem Verein als Spielstätte und universelles Trainingszentrum für die Bundesligamannschaft und die zahlreichen Nachwuchsmannschaften der Telekom Baskets Bonn und ersetzte für diese Funktionen die Hardtberghalle.
Der Bau hat inklusive Grundstück ca. 16,8 Millionen Euro gekostet und wurde von den Telekom Baskets (Kredit), Sponsoren und der Stadt Bonn (Zuschuss) ermöglicht. Besitzer und Betreiber des Telekom Dome ist die BonBas GmbH, der  wirtschaftliche Träger des Bundesliga-Spielbetriebs der Telekom Baskets Bonn. Der Telekom Dome ist in der Basketball-Bundesliga aktuell die einzige Spielstätte, die einem Club gehört.
Am 11. Juni 2008 wurde sie beim zweiten Playoff-Finalspiel Telekom Baskets Bonn gegen Alba Berlin eröffnet.

## Galerie

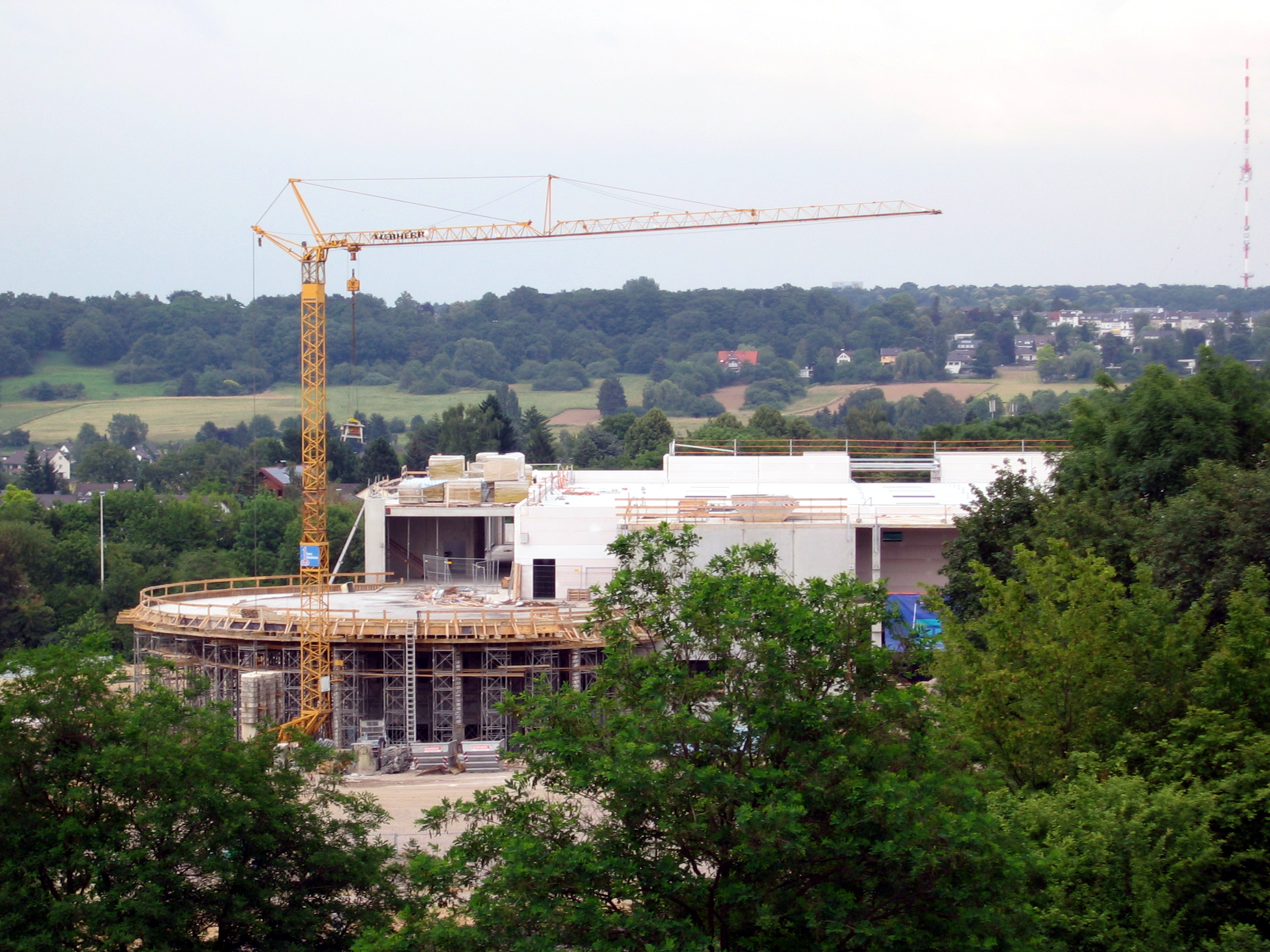
Telekom Dome im Bau
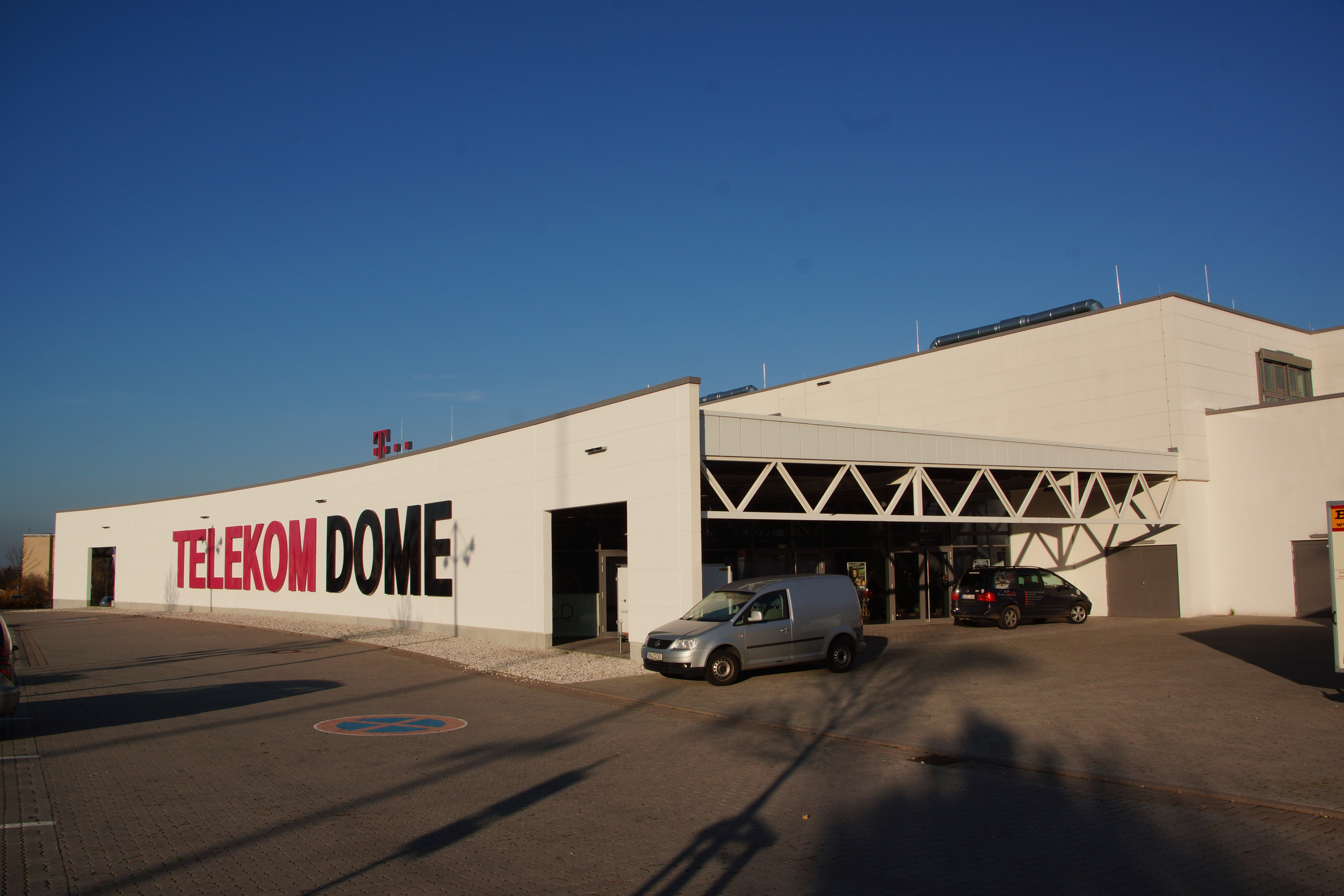
Telekom Dome
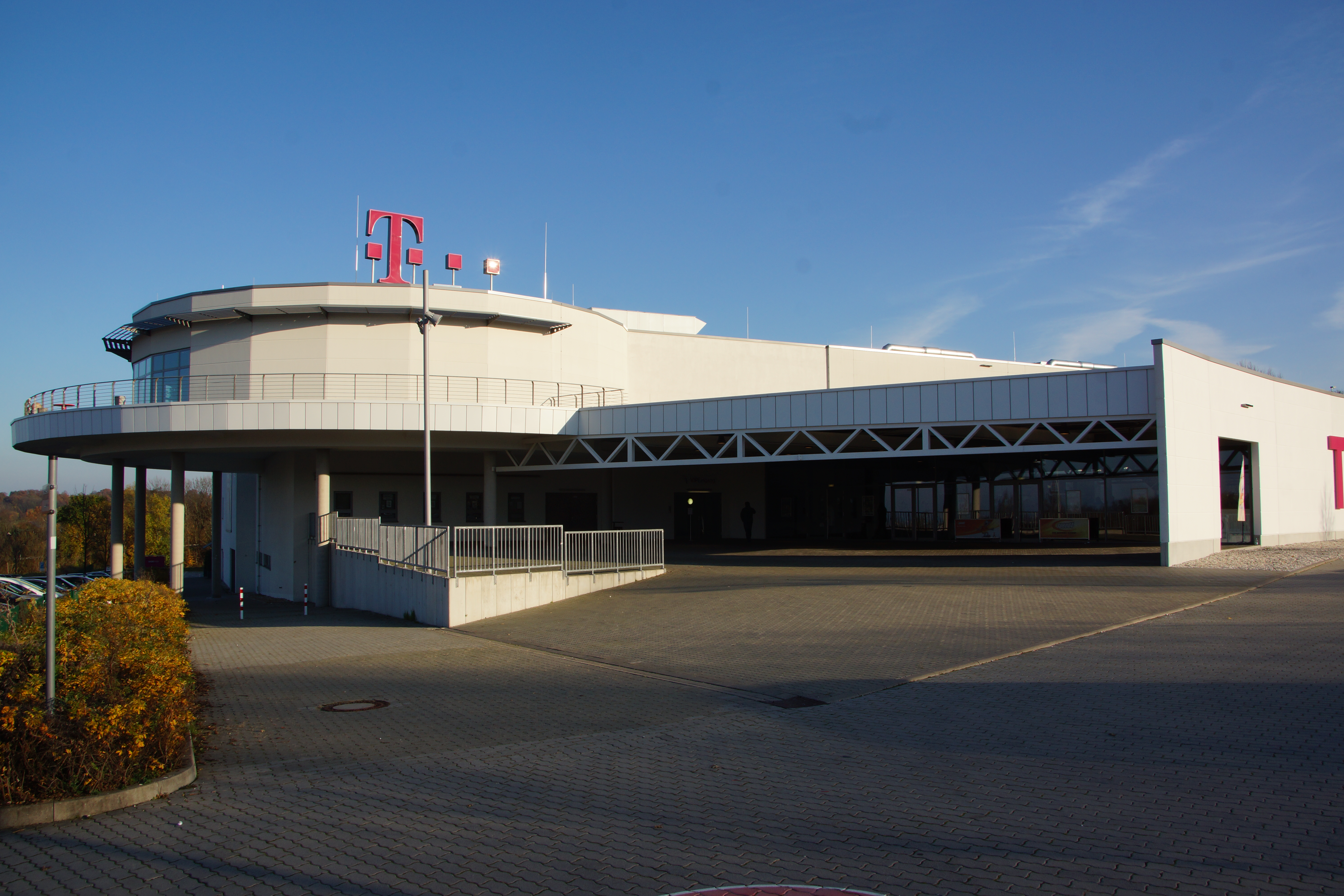
Eingang
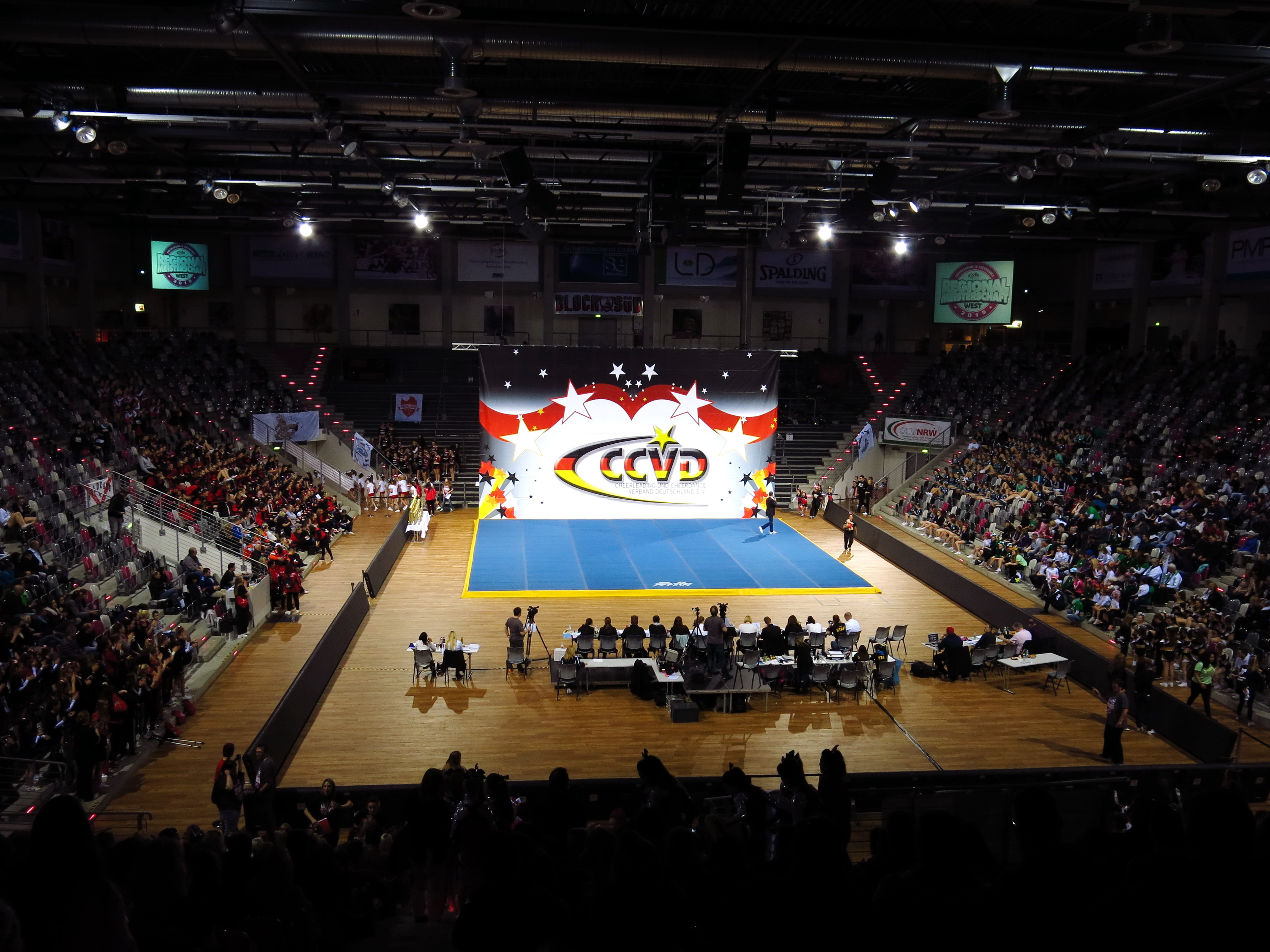
Der Innenraum bei einer Showtanz-Veranstaltung